# Baldellou
Baldellou (aragónul: Valdellou, katalánul: Valldellou) település Spanyolországban, Huesca tartományban. Baldellou Camporrélls, Castillonroy, Ivars de Noguera és Os de Balaguer községekkel határos. Lakosainak száma 82 fő (2024).

## Népesség
A település lakosságának változását az alábbi diagram mutatja:
| Lakosok száma | 143  | 129  | 115  | 114  | 119  | 98   | 91   | 76   | 71   | 82   |
|               | 2001 | 2004 | 2006 | 2009 | 2011 | 2014 | 2016 | 2019 | 2021 | 2024 |